# Hans och Greta (opera)

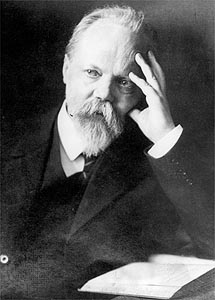
Engelbert Humperdinck.

Hans och Greta (tyska: Hänsel und Gretel) är en sagoopera (Märchenspiel) i tre akter med musik av Engelbert Humperdinck och libretto av Adelheid Wette efter folksagan med samma namn nedtecknad av Bröderna Grimm.

## Förstudier till operan
Humperdincks syster, Adelheid Wette, brukade skriva små pjäser för sina två döttrar och i december 1888 tonsatte Humperdinck systerns version av sagan om Snövit. I april 1890 skickade Adelheid Wette fyra egenhändigt skrivna barnramsor till sin bror och bad honom tonsätta dem. Hon skrev:
Av alla struntsaker som jag har skrivit hittills har detta blivit mitt bästa och käraste. För två röster. Men inte för högt, Snövits skogssång är på tok för hög.
På två timmar hade Humperdinck svängt ihop en dansduett, en ekosång och en kuckeliku-sång. Titeln han satte på verket var en ironisk gest till sin avgudade mästare Wagners operaverk Parsifal, Ett Heligt Barnkammarfestivals Drama av Adelheid Wette, "Hänsel und Gretel", tonsatt av morbror Ebebe. Han skickade verket till systern, och i och med detta ansåg han att verket var klart för hans del.

## Första utkastet till operan
1889 inbjöd Wagners änka Cosima Humperdinck till Frankfurt för att avsluta hennes son Siegfrieds musikstudier. Humperdinck fann studierna och umgänget så stimulerande att han inspirerades till att skriva en komisk opera. Cosima föreslog Carlo Gozzis Il corvo medan hans svåger, Hermann Wette, föreslog Franz Grillparzer drama Der Traum, ein Leben. Valet stod mellan dessa två ända till pingsten, då en ny idé föddes inom familjekretsen i Bonn: kunde inte en saga som "Hans och Greta" duga som underlag för ett småskaligt sångspel? Systern föreslog alla slags förändringar i texten men brodern var inte övertygad och lutade snarare åt Grillparzers komedi.
Under tiden hade Humperdincks föräldrar flyttat till Poppelsdorf. Granndottern Hedwig Taxer och Humperdinck fann varandra och var snart hemligt förlovade. Hon uppmanade Humperdinck att tänka större vad gällde det lilla musikstycket och till slut var hela släkten involverad i försöken att utöka och förfina librettot. Inom en månad (september 1890) hade han komponerat John Blunds sång, "Griesgram"-duetten, Kvastmakarens entré och Aftonsången (byggd på en gammal aftonbön).

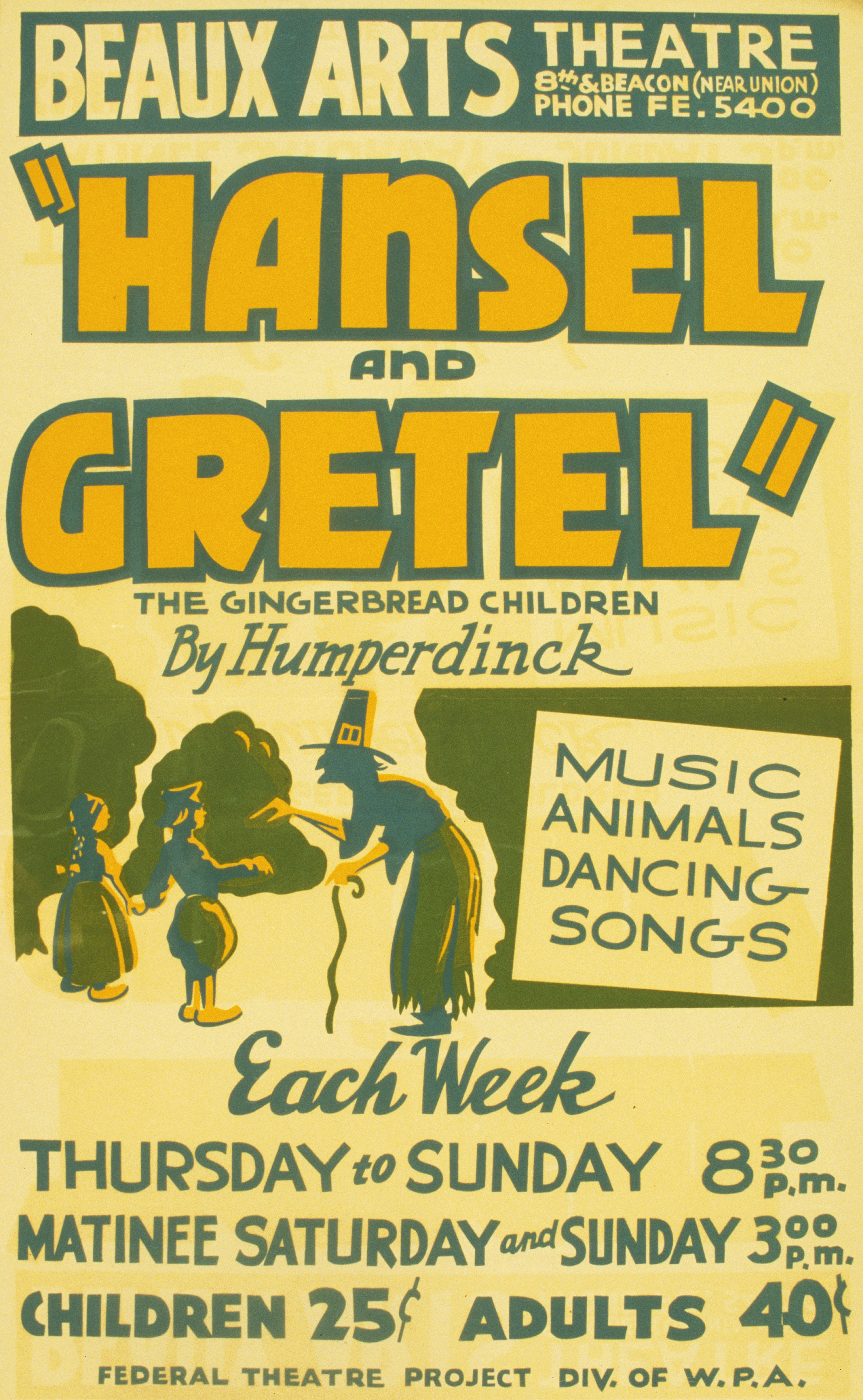
Affisch från en uppsättning i Los Angeles på 1930-talet.

## Hans och Gretasom sångspel
Resultatet blev ett fragmentariskt sångspel vilket möttes av jubel när det framfördes inför inbjudna gäster i familjen Wettes hem i Köln vid en julfest 1890. Men Humperdinck var inte nöjd. Han satte igång med att förfina och utöka verket än en gång. Han skrev till sin fästmö Hedwig:
Jag arbetar vidare med "Hänsel und Gretel" igen. Tänk dig, varje gång som jag återvänder till det, kan jag knappast inte motstå frestelsen att omarbeta hela verket, men jag måste tygla mig annars kommer jag aldrig bli klar.
Hedwig svarade:
Eftersom du är så attraherad av idén att komponera hela stycket måste det bli din uppgift, oavsett hur lång tid det kommer att ta, även om det innebär att vår förening än en gång måste skjutas på framtiden.

## En genomkomponerad sagoopera
Uppgiften att utöka verket och förvandla det till en helaftonsopera tog ett helt år. I sina försök att hålla det inom rimliga ramar bekände Humperdinck för sin fästmö i ett brev den 19 oktober 1891:
"Hänsel und Gretel" är för oss båda som vår förlovning, ju längre den pågår desto mer försagd blir jag.
Skisserna till ouvertyren slutfördes under första halvan av december 1891 och vid jul började Humperdinck orkestrera operan, ett arbete som skulle ta nästan två år på grund av hans andra åtagande som musiklärare och musikkritiker. 1 oktober 1893 förelåg partituret klart i 50 kopior. Dirigenten Hermann Levi hade redan antagit operan för en uppsättning i München, detta efter att bara ha sett avsnittet Drömpantomimen. Felix Mottl antog rättigheterna för Karlsruhe.
Richard Strauss, då dirigent på Hoftheater i Weimar, skrev till Humperdinck 1 november 1893:
Jag har precis tittat igenom partituret till din "Hänsel und Gretel" och just satt mig ner för att försöka berätta hur mycket ditt verk har glatt mig. Det är ett mästerverk av stora mått, och jag bugar mig i största beundran och framför mina innerligaste gratulationer för dess framgång, inte på mången tid har jag blivit så imponerad av ett musikstycke. En sådan humor, sådan uppfriskande naiv melodik, sådan konst och frihet i sättet att orkestrera, sådan perfektion i verkets struktur, sådan gränslös fantasi, sådan utsökt polyfoni - och allting originellt, nytt och så äkta tyskt! Min käre vän, du är en stor kompositör och du har skänkt tyskarna ett verk de knappast förtjänar, men låt oss hoppas att de snart kommer att uppskatta det efter förtjänst. /.../ Jag anser att "Hänsel und Gretel" ska sättas upp här [Weimar] till jul, men jag yrkar på att själv få dirigera det. Lille Hänsel är djävulskt svår!

### Premiär
Operan var spikad för premiär i München den 14 december och Humperdinck använde sina sista pengar för att kunna åka dit och närvara vid repetitionerna. Men en influensaepidemi satte stopp för premiären, som fick skjutas upp till den 23 december 1893 då operan (förutom ouvertyren, vars noter blev försenade i posthanteringen) dirigerades av Strauss i Weimar.
Snart blev Hans och Greta en världssuccé och uppfördes i Basel och London 1894 samt i New York 1895. Den svenska premiären ägde rum på Stockholmsoperan den 18 maj 1895 och den iscensattes åter med premiär den 3 januari 1906. Den sattes upp på Folkoperan med premiär den 22 februari 1978. BBC gjorde en tv-version av operan 1976. Den 20 december 2014 hade Malmö Opera premiär på en uppsättning av Hans och Greta i regi av Linus Fellbom.

## Cosima Wagner regisserar operan

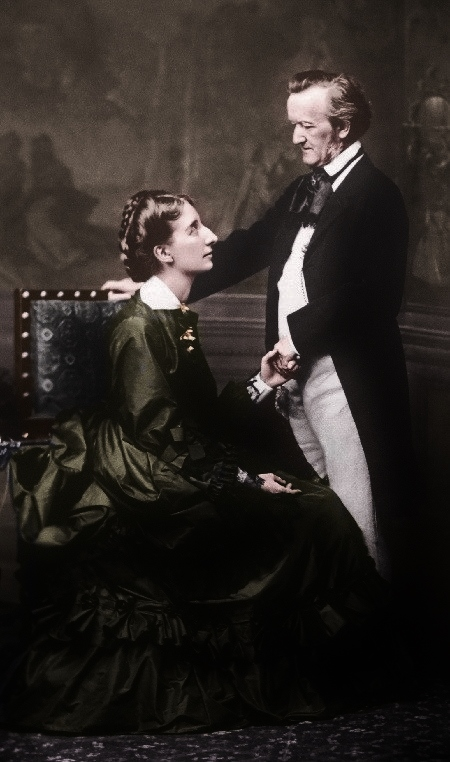
Cosima och Richard Wagner

Julafton 1893 skickade Humperdinck en kopia av partituret till Cosima Wagner som tack för hjälpen. Inom några dagar fick han ett pepparkakshus av henne. Hon bevistade en föreställning av operan i Karlsruhe med Mottl som dirigent den 9 februari 1894 och skrev till Humperdinck hur hon hade uppskattat "detta mästerliga lilla stycke". Stärkt av detta beröm vågade sig Humperdinck på att skriva tillbaka till henne den 29 april:
...ända sedan du berättade för mig att du skulle vilja pröva på att regissera operan har jag haft svårt att bli kvitt tanken på detta. Min dröm är att du ska ta dig an stycket själv nästa vinter. Av alla succéer skulle denna absolut bli den största!
Humperdincks ord slog väl an Cosimas svaga punkt, nämligen hennes kärlek att regissera. Med vändande post fick han hennes detaljerade svar i vilket klara anvisningar redan fanns angivna:
Jag spelade igenom stycken än en gång från början till slut. Jag kan mer eller mindre se dekoren för mitt inre öga och har några synpunkter på handlingen. För det första tycker jag att Gretel bör vara mindre av en porslinsfigur och mer naturlig. /.../ Vad gäller Hänsel vill jag se honom i en barnkläder eller pösiga ytterkläder om än lappade och matta i färgerna. /.../ Den tredje scenen (den med häxan) är den klart svåraste. Jag föreslår att då dimman skingras drar sig granarna tillbaka bakom pepparkakshuset. Ett annat intrikat problem är när häxan rider på kvasten. Mitt förslag att man placerar en gunghäst bredvid ugnen och att häxan stiger upp på den (valkyrie-likt!) och snabbt försvinner och att vi sedan ser en docka på samma häst som flyger fram och tillbaka i fonden, över trädtopparna och ner genom dalen. /.../ Slutligen tror jag att det skulle bli lyckat om pepparkaksbarnen efter aftonbönen kunde framföra en sorts triumfmarsch till Hänsels och Gretels ära. /.../ Här, min käre vän, har du en grov skiss på mina idéer för verket. Ska vi göra ett försök med det i Dessau?

### Det alternativa Dessau-slutet
Vad som först hade börjat som ett enkelt försök att endast få Cosima Wagner att regissera operan hade nu väckt idén hos Humperdinck att ändra om slutet i enlighet med både hennes och hans önskan:
Jag har också tänkt på en triumfmarsch i slutet men var rädd för att finalen skulle dra ut på tiden efter det att fadern redan har uttryckt handlingens moral. Men kanske att den kan infogas i ett kort crescendo. Jag är särskilt tacksam för dina idéer angående Häxritten vilken fram tills nu har varit Akilleshälen i varje uppsättning.
Din idé att inkorporera Dessaus nationalhymn i slutet är ett lysande exempel, inte bara sceniskt utan även musikaliskt. Melodin kan rätt naturligt infogas i musiken - kvastmotivet i blåsarna, barndansen i höga träblås, och i mitten spelas "So leben wir alla Tage" av fyra unisona horn.

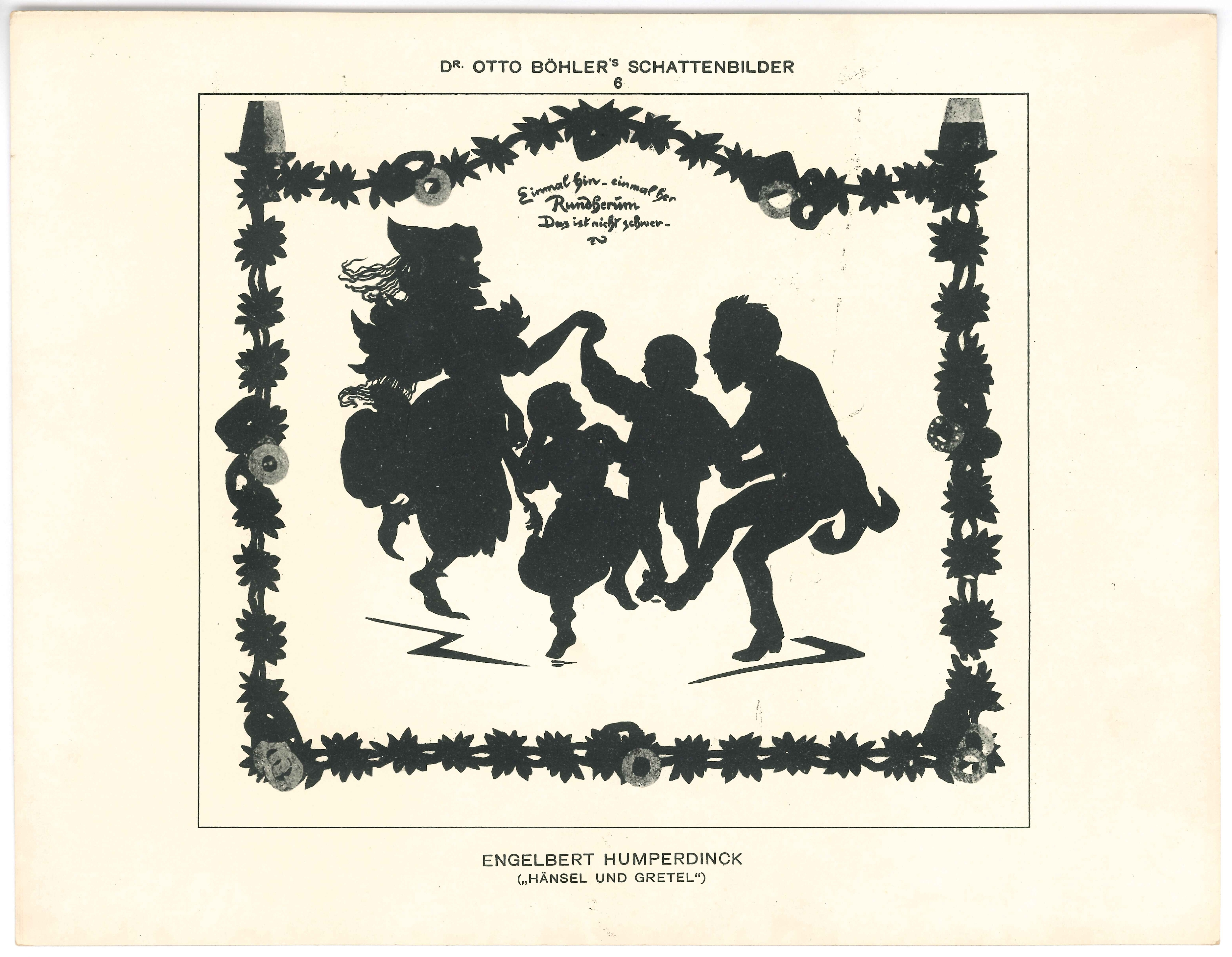
Siluetteckning av Otto Böhler: Häxan, Hans, Greta och Humperdinck.

Humperdinck skissade färdigt Dessau-slutet den 4 november 1894. Han avvisade flera motförslag från operachefen Vignau och skrev om det nya verket till Cosima Wagner:
Jag förklarade för Vignau att melodin "So leben Wir alle Tage" är inget mer än en musikalisk parafras över det välkända sagoslutet "och så levde de lyckliga i alla dagar", och den därför ska ses i ljuset av denna sagostämning. /.../ Medan barnen skyndar över till huset kommer hornen, tyst till en början, att spela Dessau-melodin endast ackompanjerade av basmotivet. Allt eftersom melodin sväller ut i styrka då fler instrument spelar ska några gossar förse sig med barninstrument (trumpeter, trummor, spelpipor, skallror med mera, precis som lärlingarnas intåg i Mästersångarna i Nürnberg) och forma ett litet band som tar täten för processionen just då orkesterns fortissimo stegras i slutet av crescendot. Sålunda kombineras det ursprungliga slutet med de fyra teman nu med ett femte, nämligen Dessau-marschen som hörs i fortissimo i alla fyra hornen. Detta är hur jag föreställer mig det hela och hoppas att det överensstämmer med dina intentioner. /.../ Om barninstrumenten framförs hyggligt är jag säker på att effekten kan bli synnerligen tilltalande. De senare kan även spelas ute i kulisserna och framföras på scen av attrapper.

## Om operan
Adelheid Wette omtolkade bröderna Grimms folksaga, strök en del och lade även till nytt. Hos bröderna Grimm driver den onda styvmodern ut barnen i världen. I samma ögonblick som häxan dödas, dör även den obarmhärtiga styvmodern. Två ytligt sett oberoende men ändå parallella händelser. Adelheid Wette lät inte en styvmor figurera i sin text, utan en vanlig husmor som av trötthet och förtvivlan bryter ut i orättfärdig vrede, vilket hon när hon väl besinnar sig ångrar. Hos Wette är fadern ingen skogshuggare, utan en kvastbindare, vilket ger möjlighet till en lek med dubbeltydigheter: en kvast att sopa med och sälja, en kvast för bestraffning och slutligen en kvast för häxritten.
Allt detta är emellertid underordnat motivet med de fjorton änglarna, vilkas gestalter och verk förebådas redan i uvertyren i form av en andäktigt religiös melodi, som i skogsscenen (andra aktens final) utvecklas till fullo när skogen tolkas panteistiskt som ett Guds tempel. Medan sådana karakteriserande motiv är bundna till de olika situationerna i operan, så är "kvällsvälsignelsens" tema ett övergripande ledmotiv. Det klingar i Gretas aftonbön (akt I), ger uttryck åt barnens bön när de skräms av skogsmörkret (akt II) och kring detta ledmotiv är även slutmoralen uppbyggd (akt III).
Häxan är, även musikaliskt, operans mest originella rollgestalt, inte bara genom den djävulska häxritten. Humperdinck har gett henne en egenartad blandning av sång och tal, med pentatoniskt färgade melodier och korta motiv uppbyggda av några få toner. Partiet är ett bisarrt mezzosopransparti eller ett lockande äventyr för en tenor med skådespelartalang.

## Personer
| Roller               | Stämma                  | Premiärbesättning den 23 december 1893 Dirigent: Richard Strauss | Svensk premiärbesättning den 18 maj 1895 Dirigent: Richard Henneberg |
| -------------------- | ----------------------- | ---------------------------------------------------------------- | -------------------------------------------------------------------- |
| Peter, kvastmakare   | baryton                 | Ferdinand Wiedey                                                 | Carl Fredrik Lundqvist                                               |
| Gertrud, hans hustru | mezzosopran             | Luise Tibelti                                                    | G. Pettersson                                                        |
| Hänsel, deras son    | mezzosopran             | Ida Schubert                                                     | Sofie Lindegrén                                                      |
| Gretel, deras dotter | sopran                  | Marie Kayser                                                     | Gertrud Sparrman                                                     |
| Pepparkakshäxan      | mezzosoprano            | Hermine Finck                                                    | Wilhelmina Strandberg                                                |
| John Blund           | sopran                  | Frl. Hartwig                                                     | Anna Karlsohn                                                        |
| Daggmannen           | sopran                  | Frl. Hartwig                                                     | Paula Frödin                                                         |
| Ekokör               | tre sopraner, två altar |                                                                  |                                                                      |
| Barnkör              |                         |                                                                  |                                                                      |
| Balett (14 änglar)   |                         |                                                                  |                                                                      |

1. 1 2  Emedan fadern och modern är namngivna i partituret, sägs deras namn aldrig på scenen. Istället refereras de alltid till "Fader" och "Moder", även när de talar till varandra.
2. ↑  Rollen som Häxan sjungs ibland av en tenor,[8][9] eller av samma person som sjunger Modern.[10]

## Handling
Sångspelet utspelar sig i sagolandet under sagotiden.

### Akt I
Den fattige kvastbindaren Peters båda barn Hans och Greta är hungriga men deras mor har bara brödkanter att ge dem. Greta har dock fått veta att deras mor har gått till grannkvinnan där hon skall få en kanna mjölk så att hon kan koka gröt åt barnen ("Suse, liebe Suse"). I sin entusiasm dansar de runt ("Brüderchen, komm tanz mit mir!"), men när modern kommer grälar hon på dem för att de dansar i stället för att arbeta. Hon slår efter dem med en käpp och råkar välta omkull mjölkkannan. Hans brister ut i skratt och hon driver i vredesmod ut dem i skogen med en korg att plocka smultron i. När hon har blivit ensam gråter hon över familjens fattigdom, men Peter har samma dag sålt sina varor med god förtjänst och kommer med diverse matvaror ("Rallalala, rallalala"). Han blir förskräckt då han får veta att hon har skickat ut barnen i skogen, där de kanske har råkat i klorna på häxan som lockar alla barn till sig och sedan steker dem i ugnen och äter upp dem. Föräldrarna skyndar sig ut i skogen och letar efter barnen.

### Akt II
Under sitt sökande efter bär har barnen kommit i närheten av häxans hus. Greta binder kransar och sjunger ("Ein Männlein steht im Walde"). Hans lyckas fylla korgen med smultron. Göken gal och barnen härmar den, alltmedan de stoppar i sig smultronen men snart har de ätit upp allesammans och det har blivit mörkt. De vill bege sig hemåt men Hans hittar inte vägen. Den vackra, hemvana skogen känns plötsligt hotfull och farlig. När de ropar, svarar ekot. Greta blir rädd, men John Blund kommer ("Der kleine Sandmann bin ich") och strör sand i ögonen på dem så att de somnar ("Abends will ich schlafen gehn"), vaktade av de fjorton änglar som de sjungit om i aftonbönen ("Pantomim").

### Akt III
Morgondimman lättar och Daggmannen väcker barnen ("Der kleine Taumann heiß' ich") som glada berättar för varandra om sina drömmar. De är hungriga igen. Då får de syn på häxans pepparkakshus och börjar ta för sig av godsakerna. Inifrån hörs häxans röst ("Knusper, knusper Knäuschen"), men barnen låter sig inte skrämmas. De fortsätter att äta under sång och dans. Häxan smyger sig ut och kastar ett rep om Hans. Han försöker komma loss och springa sin väg med Greta, men häxan använder sitt trollspö så att barnen inte kan röra sig. Hon spärrar in Hans i stallet och gör Greta till sin piga. Häxan gläder sig redan åt dessa läckerheter men vill först känna om Hans har blivit fetare. Han lurar henne och sticker ut en pinne istället för fingret, så häxan skickar Greta efter honung och mandlar att göda honom. Greta skall tända bakugnen men hon har lurat av häxan hennes trollformler och trollar upp dörren till stallet, och då häxan skall titta till ugnen slinker Hans ut. Barnen hjälps år att knuffa in häxan i bakugnen. Då slår lågor ut ur ugnen och den störtar ihop ("Juchhei! Nun ist die Hexe tot"), men samtidigt dyker en skara barn upp som häxan har förvandlat till pepparkakor och som nu har befriats ("Erlöst, befreit, für alle Zeit"). Alla dansar runt i jubel och föräldrarna återfinner sina barn. Under tiden har häxan blivit till en jättestor pepparkaka som barnen drar ut ur ugnen. Borstbindaren förklarar att alla elaka varelser blir straffade och att den gode Guden alltid räddar folk i yttersta nöd ("Kinder, schaut das Wunder an").

## Berömda utdrag
- Akt 1. Förspelet; Dansduetten "Suse, liebe Suse" (Hans och Greta); "Brüderchen, komm tanz mit mir" (Hans och Greta); Häxritten (orkester)
- Akt 2. Gökduetten (Hans och Greta); Jon Blunds visa "Der kleine Sandmann bin ich"; Aftonbön "Abends will ich schlafen gehn" (Hans och Greta. se exempel); Danspantomim (orkester)
- Akt 3. Häxans sång "Der Teig ist gar"; Finalen "Kinder, schaut das Wunder an" (ensemblen)

## Hans och Greta på Wiener Staatsoper 2015

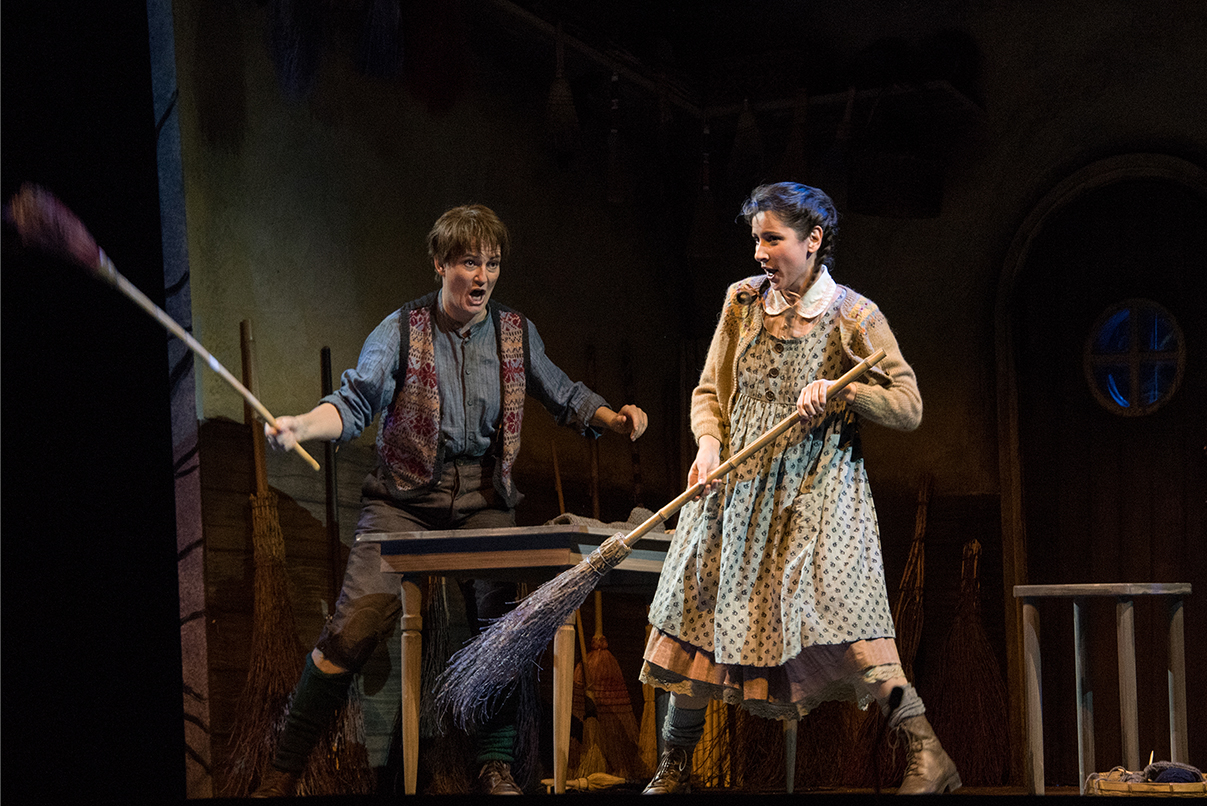
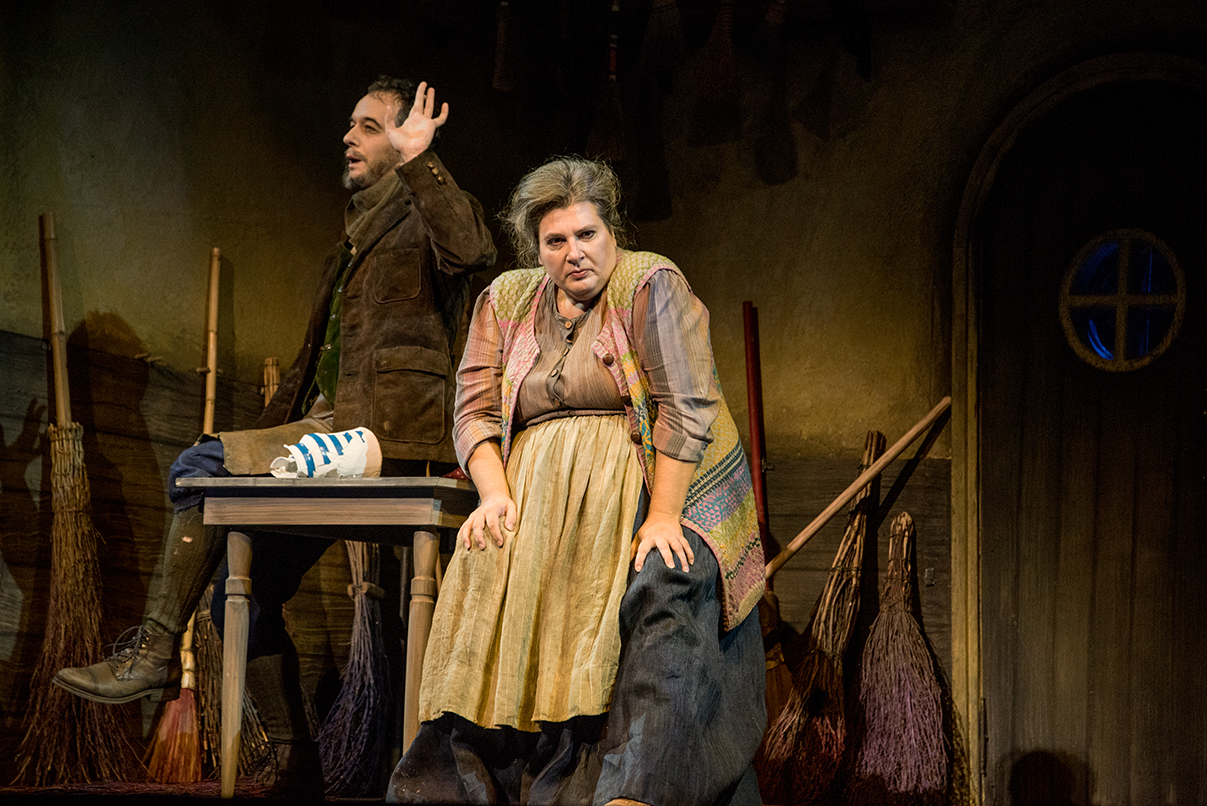
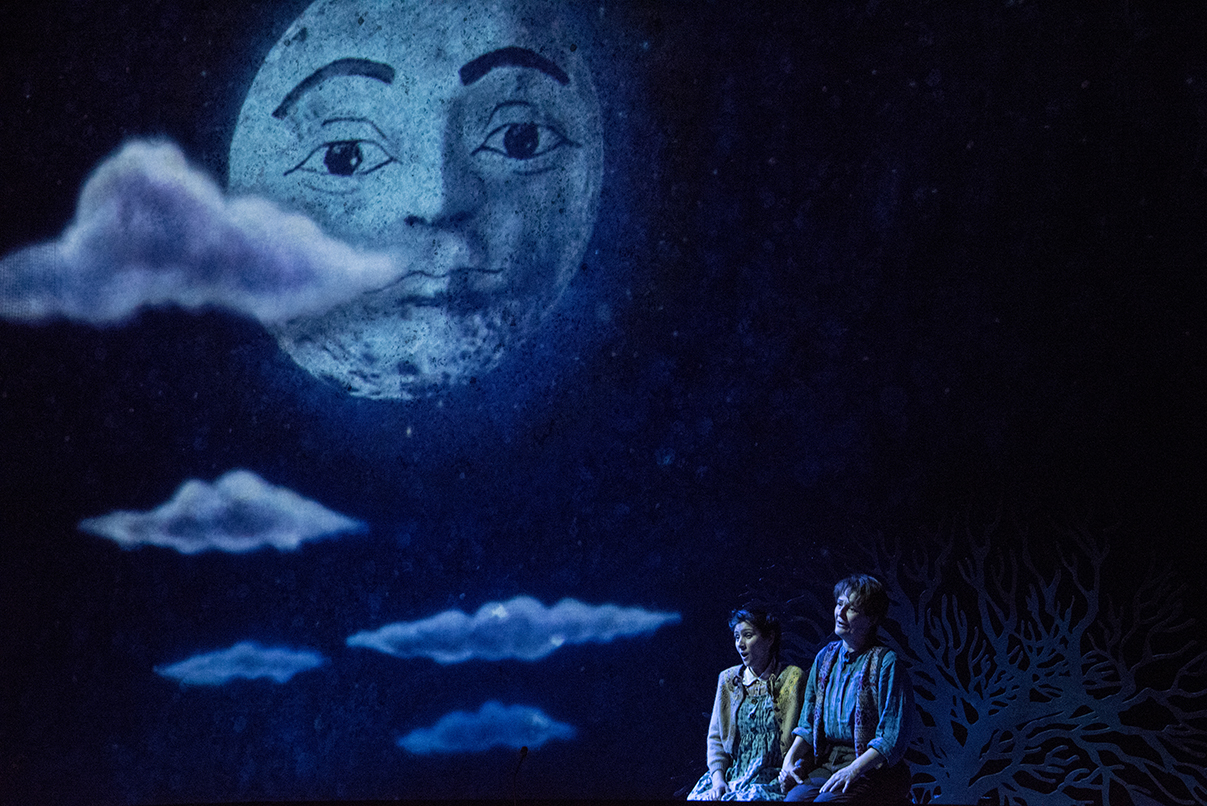
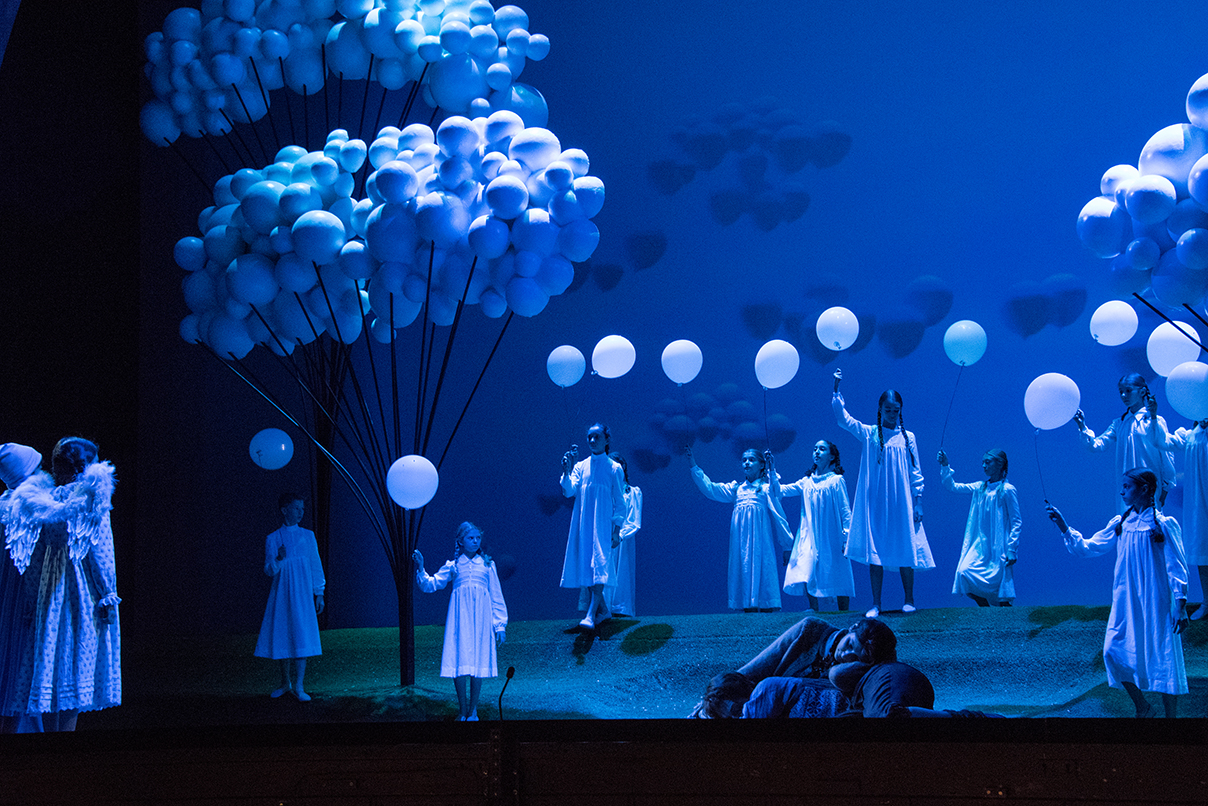
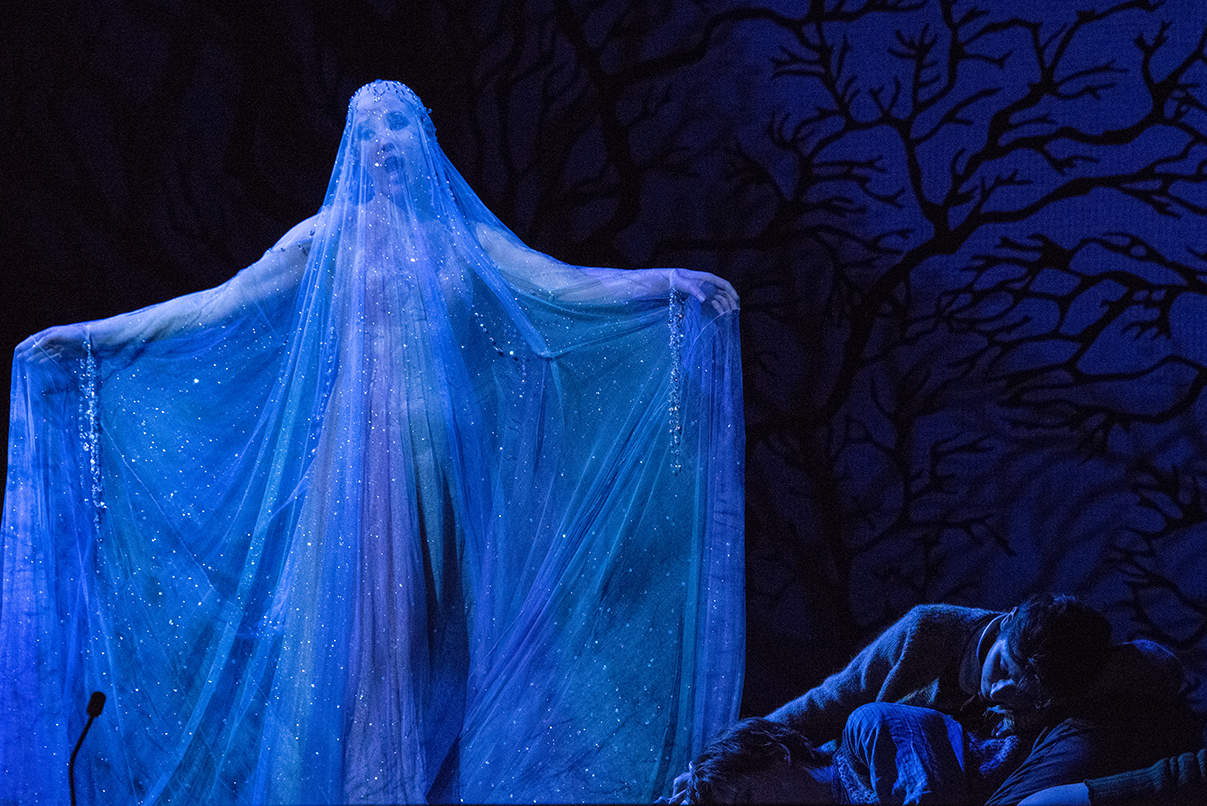
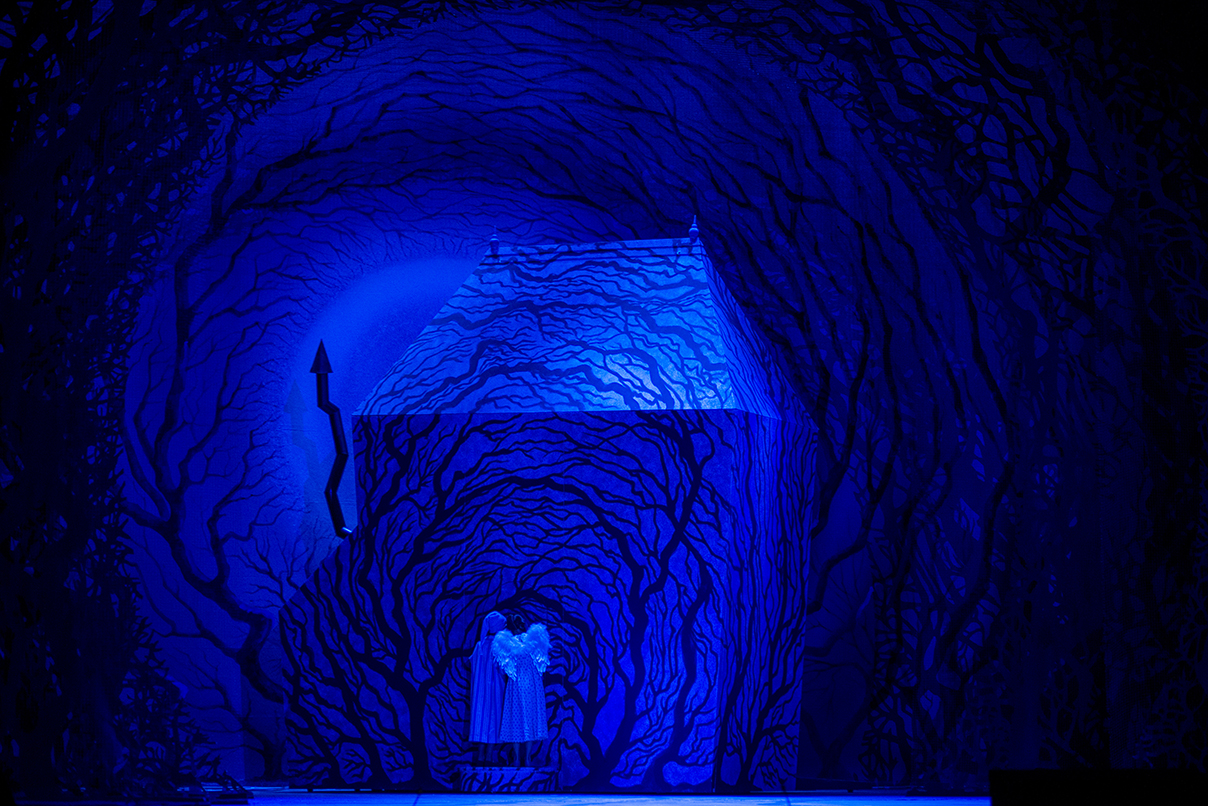
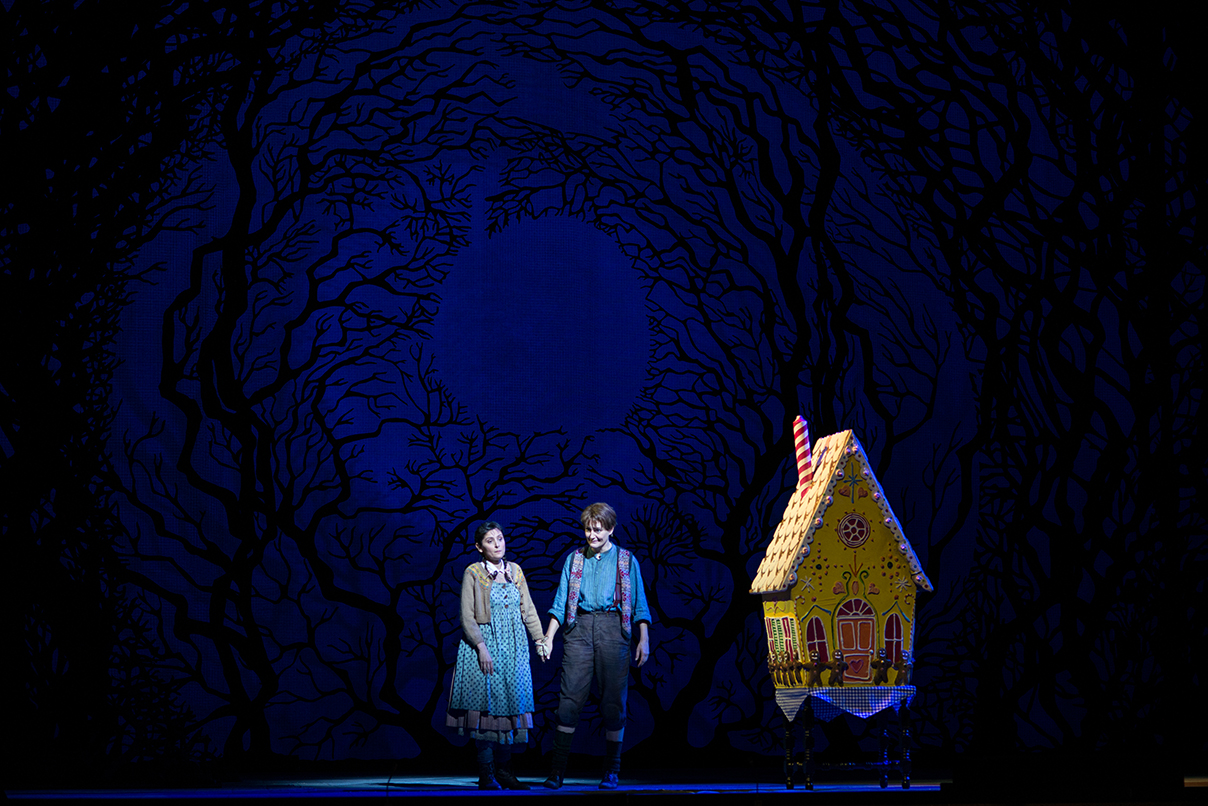
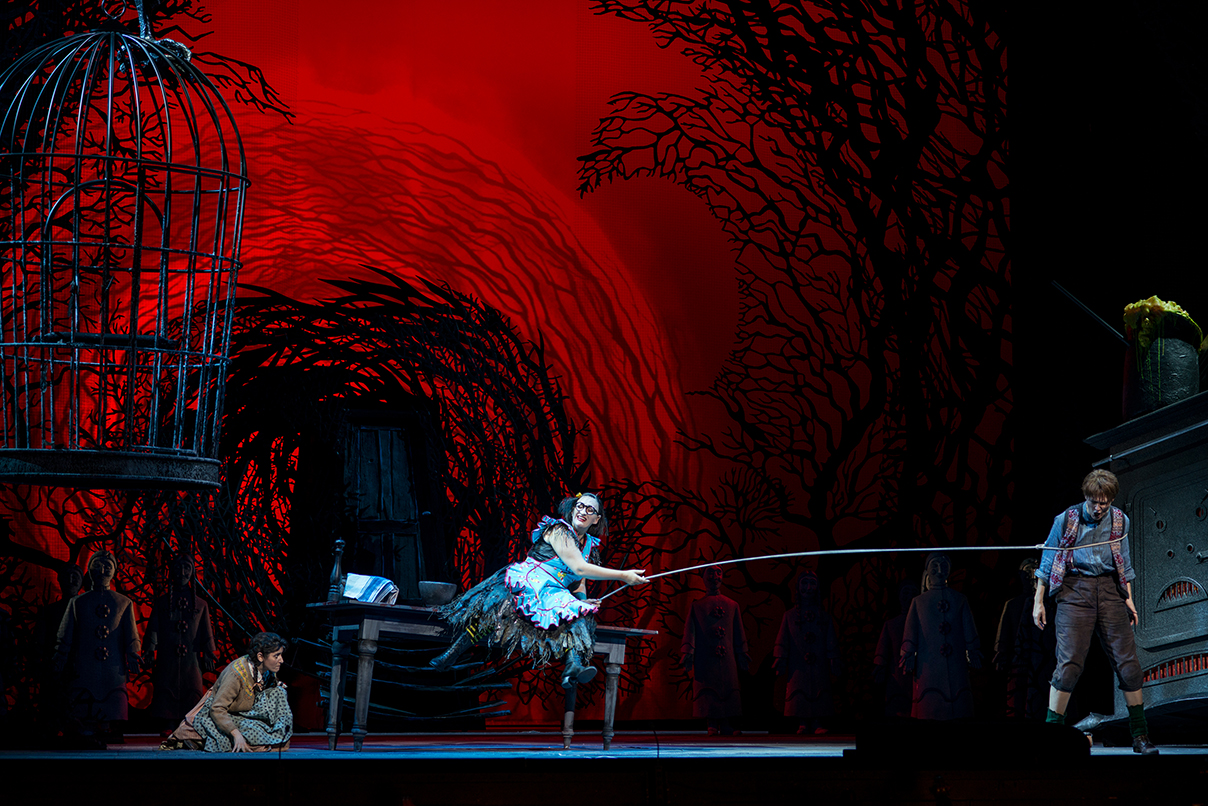
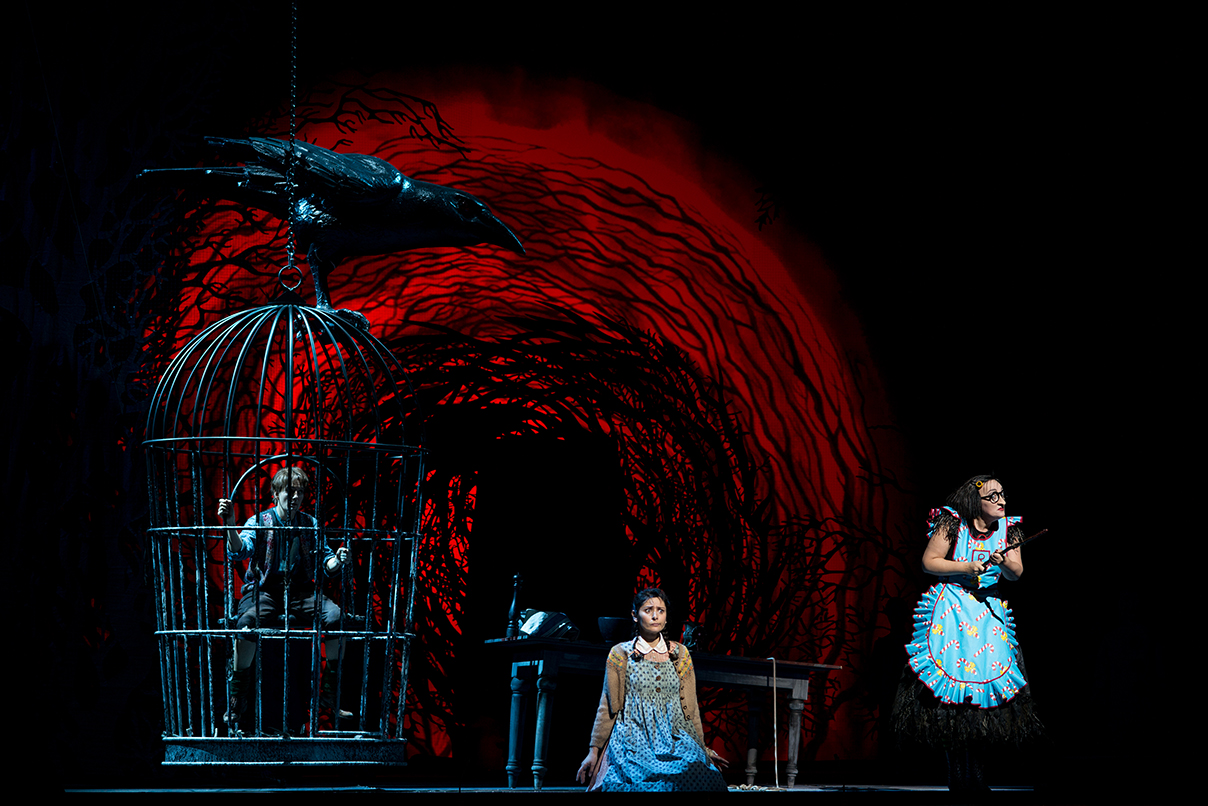
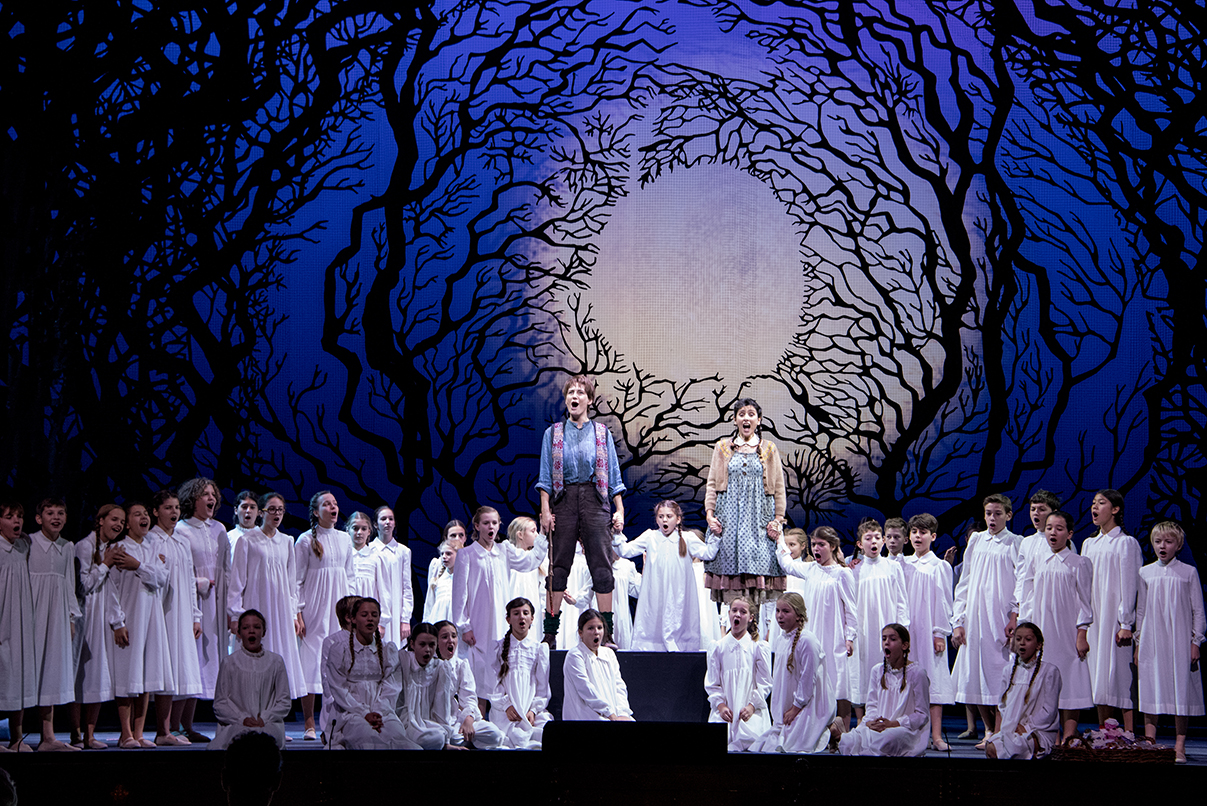

## Inspelningar (urval)
- Hänsel und Gretel. Schwarzkopf, Grümmer, Metternich, Ilosvay, Schürhoff, Felbermayer. Barnkör. Philharmonia Orchestra. Herbert von Karajan, dirigent. EMI 6 40716-2. (2 CD).[11]
- Hänsel und Gretel. Elisabeth Söderström. John Pritchard, dirigent. Sony (2 CD).
- Hänsel und Gretel. Anne Sofie von Otter. Jeffrey Tate, dirigent. Decca (2 CD).
- Hänsel und Gretel. Jennifer Larmore (inklusive Dessau-versionens final). Donald Runnicles, dirigent. Teldec (2 CD).
- Hänsel und Gretel. Papoulkas, Gabler, Vermillion, Ketelsen, Vilsmaier, Teuscher. Kör och orekester vid Semperoper, Dresden. Hostetter, dirigent. Euroarts DVD 2055888.[11]